# Ampelocalamus
Ampelocalamus S.L.Chen , T.H.Wen & G.Y.Sheng, 1981 è un genere di piante angiosperme monocotiledoni della famiglia delle Poacee.

## Tassonomia
Il genere comprende le seguenti specie:
- Ampelocalamus actinotrichus (Merr. & Chun) S.L.Chen T.H.Wen & G.Y.Sheng
- Ampelocalamus breviligulatus (T.P.Yi) Stapleton & D.Z.Li
- Ampelocalamus hirsutissimus (W.D.Li & Yuan C.Zhong) Stapleton & D.Z.Li
- Ampelocalamus luodianensis T.P.Yi & R.S.Wang
- Ampelocalamus melicoideus (Keng f.) D.Z.Li & Stapleton
- Ampelocalamus mianningensis (Q.Li & Xin Jiang) D.Z.Li & Stapleton
- Ampelocalamus microphyllus (Hsueh f. & T.P.Yi) Hsueh f. & T.P.Yi
- Ampelocalamus naibunensis (Hayata) T.H.Wen
- Ampelocalamus patellaris (Gamble) Stapleton
- Ampelocalamus saxatilis (Hsueh f. & T.P.Yi) Hsueh f. & T.P.Yi
- Ampelocalamus scandens Hsueh & W.D.Li
- Ampelocalamus sinovietnamensis Y.H.Tong, Z.G.Xu, J.B.Ni & N.H.Xia
- Ampelocalamus stoloniformis (S.H.Chen & Zhen Z.Wang) C.H.Zheng, N.H.Xia & Y.F.Deng
- Ampelocalamus yongshanensis Hsueh & D.Z.Li